# Calle Mayor
Calle Mayor is een Spaans-Franse film van Juan Antonio Bardem die werd uitgebracht in 1956.
Het scenario is gebaseerd op het toneelstuk La señorita de Trevélez (1916) van Carlos Arniches.

## Samenvatting
In een Spaans provinciestadje is flaneren door de hoofdstraat een van de favoriete bezigheden van de inwoners. Daar ontmoeten ze elkaar, zoals bijvoorbeeld een groepje vrienden die verveeld en lusteloos rondhangen.
Ze besluiten een smerige streek uit te halen met een ongehuwde vrouw: de goedaardige en gevoelige Isabel is vijfendertig jaar, heeft geen relatie en leeft nog bij haar moeder, een weduwe. Ze vindt zichzelf niet zo aantrekkelijk. 
Juan, de knapste onder hen, doet alsof hij verliefd is op haar en begint haar te versieren. Isabel trapt met open ogen in de val en bloeit helemaal open. Al gauw koestert ze verwachtingen.  Juan krijgt te laat wroeging over wat hij heeft aangericht.

## Rolverdeling
| Acteur       | Personage                                    |
| ------------ | -------------------------------------------- |
| Betsy Blair  | Isabel de Castro                             |
| José Suárez  | Juan                                         |
| Yves Massard | Federico Rivas, de vriend van Juan           |
| Dora Doll    | Tonia, een serveerster, de minnares van Juan |
| Lila Kedrova | madame Pepita                                |
| Luis Peña    | Luis, een vriend                             |